# Коцикова
Коцикова (пол. Kocikowa) — село в Польщі, у гміні Пілиця Заверцянського повіту Сілезького воєводства.
Населення — 514 осіб (2011).
У 1975-1998 роках село належало до Катовицького воєводства.

## Демографія
Демографічна структура станом на 31 березня 2011 року:
|          | Загалом | Допрацездатний вік | Працездатний вік | Постпрацездатний вік |
| -------- | ------- | ------------------ | ---------------- | -------------------- |
| Чоловіки | 256     | 45                 | 173              | 38                   |
| Жінки    | 258     | 48                 | 143              | 67                   |
| Разом    | 514     | 93                 | 316              | 105                  |